# Тулан, Ребекка
Ре́бекка Тула́н (англ. Rebecca Toolan; 29 апреля 1959, Сан-Антонио, Техас, США) — американская актриса. Наиболее известна ролью Тины Малдер из телесериала «Секретные материалы» (1995—2000).
У Ребекки есть сын.

## Избранная фильмография
| Год       |   | Русское название          | Оригинальное название | Роль                  |
| --------- | - | ------------------------- | --------------------- | --------------------- |
| 1988      | ф | Обвиняемые                | The Accused           | оператор 911          |
| 1989      | ф | Узы родства               | Immediate Family      | агент по недвижимости |
| 1989      | с | Умник                     | Wiseguy               | врач                  |
| 1989—1991 | с | Джам стрит, 21            | 21 Jump Street        | судья                 |
| 1991      | с | Секретный агент Макгайвер | MacGyver              | председатель          |
| 1992      | ф | Ход конём                 | Knight Moves          | мэр                   |
| 1992      | ф | Оставайтесь с нами        | Stay Tuned            | плачущая вдова        |
| 1994      | ф | Маленькие женщины         | Little Women          | Миссис Гардинер       |
| 1995—2000 | с | Секретные материалы       | The X-Files           | Тина Малдер           |